# Eulenburg (Osterode am Harz)

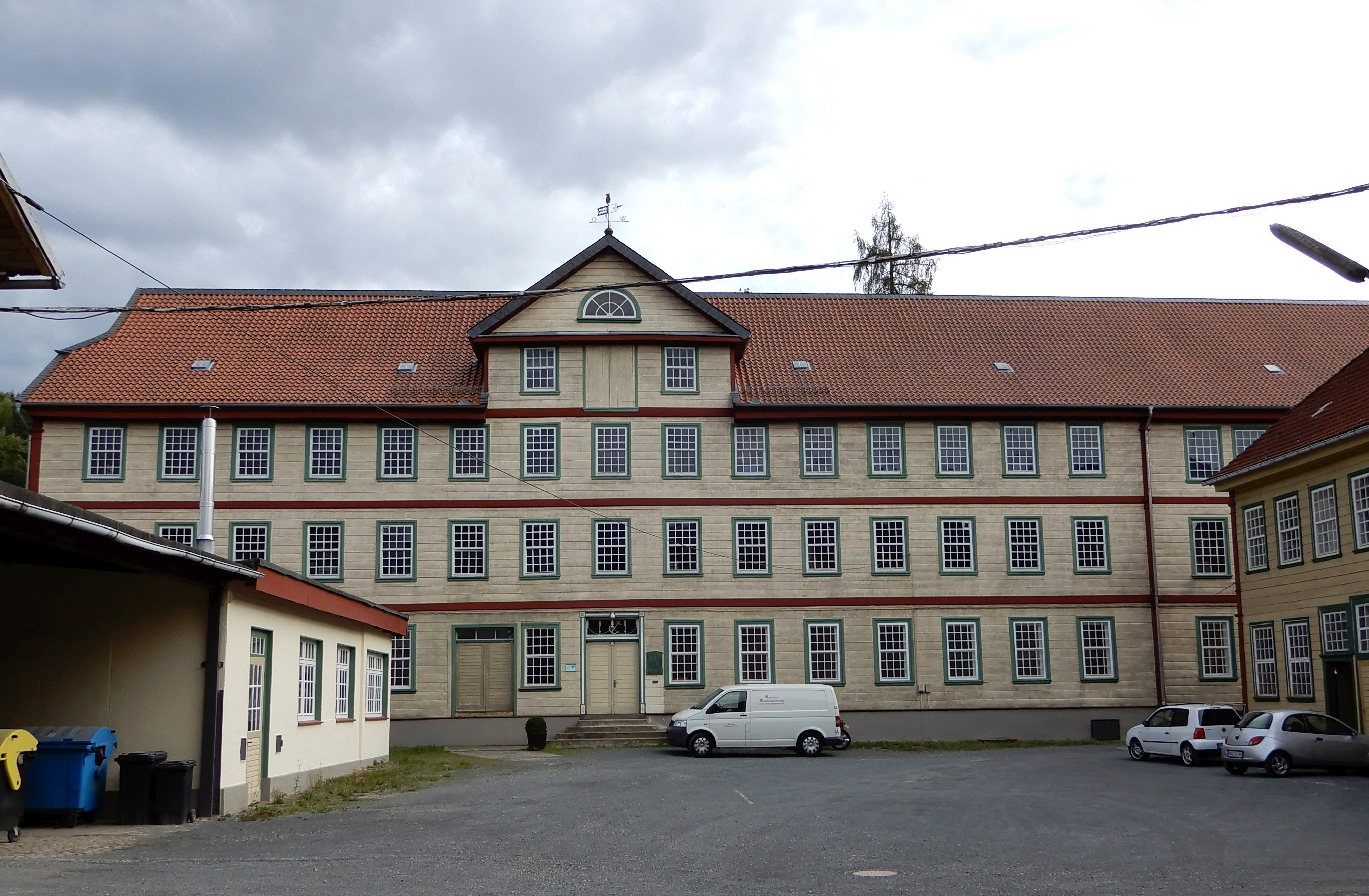
Haupthaus der Eulenburg (2018)

Die Eulenburg ist eine ehemalige Textilfabrik in Osterode am Harz in Südniedersachsen. Sie ist als technisches Denkmal und Baudenkmal geschützt.

## Lage
Der Gebäudekomplex liegt an der Scheerenberger Straße, die als Bundesstraße 498 durch das Sösetal führt, etwa 2 km östlich vom Stadtzentrum entfernt in Richtung der Sösetalsperre.

## Geschichte
Ludewig Greve stammte aus einer Familie, die bereits in der Frühen Neuzeit im Raum Osterode Textilien verarbeitete. Zusammen mit Eduard Uhl gründete er in Osterode, damals zur Landdrostei Hildesheim gehörig, 1832 die Textilfabrikation Greve & Uhl. Weitere Familienmitglieder setzten das Unternehmen fort. Ab 1883 betrieb man einen Jacquardwebstuhl. Mit Hilfe des Zoologen Gustav Jäger stellte der Betrieb dann Decken aus Kamelhaar her und wurde dadurch weltweit bekannt.
Der Betrieb wurde letztlich in den 1960er Jahren aus wirtschaftlichen Gründen geschlossen.
Für ihr Engagement zur Erhaltung und Weiterentwicklung des Industriedenkmals wurden die Besitzer Gudrun und Rolf Grönig im Jahr 2019 mit dem Kulturpreis Harz ausgezeichnet.

## Gebäude

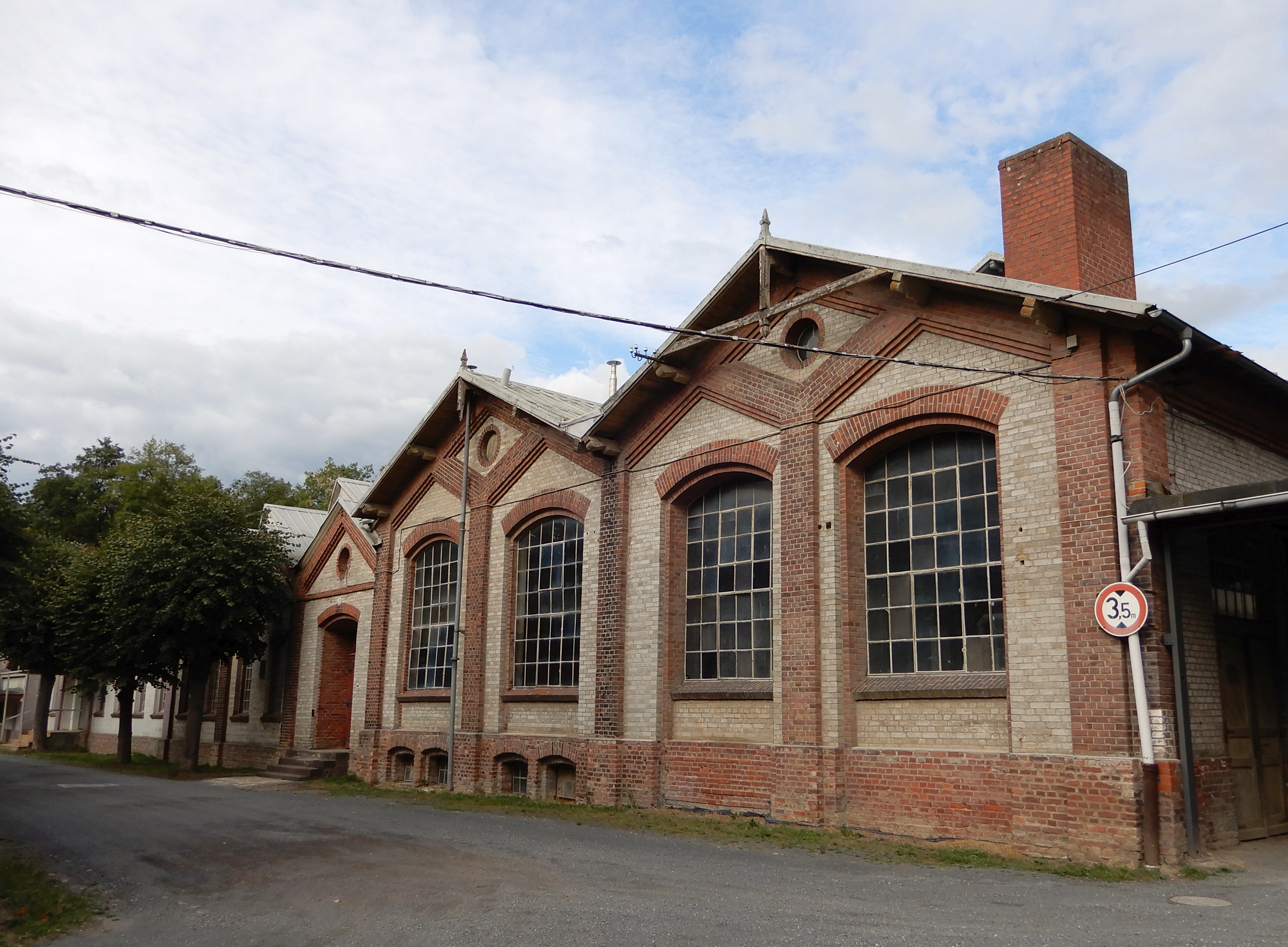
Das Maschinenhaus (2018)

Mehrere Ziegelbauten aus den Jahren um 1900 und 1925 sind erhalten und werden heute vorwiegend gewerblich, zum Teil auch als Wohnungen genutzt. Das alte Maschinenhaus und andere Bauten sind erhalten. Die Gebäude haben zumeist ein Sheddach, sodass sich dort gelegentlich Turmfalken ansiedeln. In der ehemaligen Weberei befindet sich seit Dezember 2008 ein Bowlingcenter mit acht Bahnen. Die ehemalige Spinnerei ist Produktionsstätte einer Wassermanufaktur, die Quellwasser abfüllt.